# Bonnie Tyler
Pour les articles homonymes, voir Tyler.
Bonnie Tyler, née Gaynor Hopkins le 8 juin 1951 à Skewen (en) (Pays de Galles), est une chanteuse britannique.
Connue pour sa voix rocailleuse, elle rencontre le succès avec la sortie de son premier album The World Start Tonight et ses singles Lost In France et More Than A Lover. Son single It's a Heartache datant de 1978 est numéro un en France[De quoi ?], mais également numéro quatre au Royaume-Uni et numéro trois aux États-Unis[De quoi ?].
Dans les années 1980, Bonnie Tyler s'oriente vers un style de musique rock, avec le producteur et compositeur Jim Steinman, qui lui écrit son plus grand tube, Total Eclipse of the Heart, extrait de l'album Faster Than the Speed of Night. Ce titre est numéro un dans de nombreux pays comme les États-Unis et le Royaume-Uni. Steinman produit également pour Bonnie Tyler deux de ses tubes majeurs des années 1980 : Holding Out for a Hero et If You Were a Woman (And I Was a Man).
Bonnie Tyler connaît toujours un important succès durant les années 1990, particulièrement dans les pays germaniques et scandinaves, collaborant avec Dieter Bohlen qui lui écrit et produit le titre Bitterblue. En 2003, Bonnie Tyler réenregistre Total Eclipse Of The Heart avec la chanteuse Kareen Antonn : le duo bilingue, qui se nomme Si demain... (Turn Around), devient rapidement numéro un dans les charts français.
Rocks And Honey, album réalisé en 2013, contient le single Believe in Me, une chanson qu'elle interprète lors du Concours Eurovision de la chanson 2013 à Malmö, en Suède.

## Biographie

### Origines et jeunesse
Bonnie Tyler (née Gaynor Hopkins) naît le 8 juin 1951 à Skewen, au Pays de Galles, d'un père mineur de charbon nommé Glyndwr et d'une mère nommée Elsie. Elle grandit dans une maison HLM de quatre pièces avec trois sœurs et deux frères. Sa famille est protestante et pieuse. La première performance publique de Gaynor Hopkins se déroule dans une chapelle. Alors encore enfant, elle chante un hymne anglican traditionnel : All Things Bright And Beautiful
Quittant l'école sans obtenir aucun diplôme, Gaynor Hopkins commence à travailler dans une épicerie. En 1969, après s'être inscrite à un concours local, elle obtient la seconde place et décide de commencer une carrière dans la chanson. À la suite d'une annonce dans un journal, elle trouve du travail en tant que choriste pour le groupe Bobbie Wayne & The Dixies, avant de former son propre groupe nommé Imagination. C'est à partir de ce moment qu'elle change son nom pour Sherene Davis, pour ne pas être confondue avec la chanteuse galloise Mary Hopkin.

### 1975-1981: débuts et années RCA
En 1975, Sherene Davis chante dans les bars avec son groupe à Swansea lorsqu'elle est découverte par accident par un chercheur de talents, Roger Bell, qui l'invite à Londres pour enregistrer une chanson. Après plusieurs mois, elle reçoit un appel du label RCA Records qui lui offre un contrat d'enregistrement. Le label lui recommande de changer son nom à nouveau. Après avoir compilé plusieurs listes de noms et prénoms chrétiens extraits d'un journal, Sherene Davis trouve un nouveau nom : « Bonnie Tyler ». 
Ronnie Scott et Steve Wolfe deviennent ses managers, producteurs et compositeurs. My! My! Honeycomb est réalisé en tant que premier single, en avril 1976 et échoua dans les charts mondiaux. RCA décide alors de promouvoir son prochain et second single, Lost In France, arrangeant une rencontre avec des journalistes dans un château français. Le single n'a pas d'impact immédiat sur les charts lors de sa sortie en septembre 1976 mais devient un tube au Royaume-Uni à la fin de l'année, s'inscrivant dans le Top 10. Le single suivant, More Than A Lover, fut acclamé par la critique et Bonnie Tyler l'interpréta dans l'émission de la BBC Top of the Pops, le 31 mars 1977. La chanson sera numéro 27 au Royaume-Uni. 
Malgré le succès de ces deux singles, l'album The World Starts Tonight n'est pas un succès en Europe, à l'exception de la Suède, où il décroche la seconde place.

Bonnie Tyler vers la fin des années 1970.

It's a Heartache permet à Bonnie Tyler de connaitre un succès mondial en 1978, devenant numéro 1 en France, numéro 3 aux États-Unis dans le Billboard Hot 100 et numéro 4 au Royaume-Uni,.
Son second album, Natural Force, réalisé la même année est certifié gold par la Recording Industry Association of America avec des ventes établies à 500 000 copies. Le troisième single de l'album, Here Am I sort au printemps 1978 mais n'obtient pas le succès de son prédécesseur, bien qu'il obtienne quand même une place dans les charts de certains pays européens.
Le troisième album de Bonnie Tyler, Diamond Cut, sort en 1979. La plupart des chansons sont à nouveau composées par Ronnie Scott et Steve Wolf. Cet album connait le succès en Norvège et en Suède. AllMusic déclare que l'album « était le point culminant du début de la carrière de Tyler et une vitrine de dynamite pour sa voix inimitable ». 
Deux singles sont réalisés à partir de cet album : My Guns Are Loaded (numéro 11 en France) et Too Good To Last. Bonnie Tyler sort aussi le single (The World Is Full Of) Married Men qui fut utilisé pour le film du même nom. 
La première tournée de Bonnie Tyler se déroule au Japon en 1979. Pendant son séjour, elle représente le Royaume-Uni lors du World Popular Song Festival à Tokyo et remporte le concours avec la chanson Sitting On The Edge Of The Ocean, écrite et composée par Scott et Wolfe et extraite de son quatrième album Goodbye To The Island, réalisé deux ans plus tard, en 1981.

### 1982-1989: années CBS

Bonnie Tyler en 1986.

Après l'expiration de son contrat avec RCA Records, Bonnie Tyler signe avec CBS/Columbia (Sony Music Entertainment) et choisit un nouveau producteur, Jim Steinman. « Je suis une grande fan de ces enregistrements, particulièrement son album solo et quand mon manager et moi-même discutions de mon comeback, nous étions tous les deux d'accord sur le fait que je devais donner le meilleur de mes possibilités vocales, sinon personne ne me prendrait au sérieux ». Steinman d'abord réticent, changea d'avis après que Bonnie Tyler lui envoya quelques démos de chansons de style rock.
Après leur rencontre initiale, Bonnie Tyler retourne à New York, dans l'appartement de Jim Steinman quelques semaines plus tard où il lui interprète la chanson Total Eclipse of the Heart. Steinman décrira la chanson comme un « assaut de sons et d'émotions façon Wagner » et comme « une pièce maîtresse pour la voix de Tyler ».
Total Eclipse Of The Heart sort le 11 février 1983 et devient l'une des chansons les plus vendues au monde, avec six millions de copies. Son cinquième album, Faster Than the Speed of Night, atteint la 12e place du Top français, ainsi que la 1re place au Royaume-Uni et la 3e aux États-Unis. Ce succès commercial permet à Bonnie Tyler d'être nommée pour deux Grammy Awards, deux American Music Awards et un Brit Award. Elle se voit également remettre un Goldene Europa. 
En 1984, Bonnie Tyler enregistre Holding Out for a Hero, bande originale du film Footloose. La même année, elle enregistre le titre Here She Comes pour la restauration de Giorgio Moroder du film Metropolis. Bonnie Tyler est d'ailleurs de nouveau nommée aux Grammy Awards grâce à cette chanson. Durant la même période, elle refuse d'enregistrer la chanson pour le film de James Bond Jamais plus jamais.
En 1986, Bonnie Tyler réalise son sixième album studio, Secret Dreams And Forbidden Fire, toujours en collaboration avec son producteur Jim Steinman. L'album contient également des chansons écrites par Desmond Child et Bryan Adams et une reprise de la chanson Band of Gold par Freda Payne. If You Were a Woman (And I Was a Man) devient l'un des plus grands succès de l'album, 250 000 exemplaires se vendant en France. Le titre atteint la 6e position dans les charts français. Le clip vidéo de la chanson, orchestrée par Steinman et Stuart Orme, reçoit six nominations au Billboard Video Music Conference.
Secret Dreams And Forbidden Fire devient un succès en Europe, atteignant la 15e place du classement français. 
En 1987, Bonnie Tyler collabore avec Mike Oldfield sur la chanson titre de son album Islands. Elle demande ensuite à Desmond Child de produire son septième album, Hide Your Heart, qui sort le 9 mai 1988. L'album contient des collaborations avec Michael Bolton, Albert Hammond et Diane Warren. Les singles de l'album, Hide Your Heart, Save Up All Your Tears (en) et The Best deviennent des tubes majeurs pour d'autres artistes. 
En 1989, Bonnie Tyler enregistre la bande originale du film de 1990 3615 code Père Noël, la titre Merry Christmas. Il s'agit de l'unique chanson du film, écrite par le chanteur Francis Lalanne et composée par Jean-Félix Lalanne. Le vidéoclip est réalisé par René Manzor, réalisateur du film.

### 1990-2000: succès européens
En 1990, Bonnie Tyler signe avec le label Hansa Records/BMG Ariola et commence à travailler avec plusieurs producteurs pour son huitième album studio. Elle collabore avec Dieter Bohlen, Giorgio Moroder, Nik Kershaw et Roy Bittan. « Nous avons fait appel à beaucoup de producteurs pour essayer d'avoir le plus de sons et ambiances différentes pour de nombreux territoires, car nous croyons au potentiel international de Tyler », dit David Brunner, manager de Hansa.
Bien que réticente au départ à l'idée de travailler avec Bohlen, ce dernier convainc Tyler d'être « juste un peu plus commerciale ».
L'album Bitterblue est réalisé le 11 novembre 1991. Dans une rétrospective sur AllMusic, Tomas Mureika note que l'album marque une « approche plus grand public et moins explosive » dans la carrière de Tyler. Le single Bitterblue sort un mois avant l'album du même nom et décroche une place dans le Top 40 de nombreux pays européens. Cette chanson est nommée Catchy Song of the Year (littéralement « chanson accrocheuse de l'année ») au RSH Gold-Awards. 
Bien que la Bitterblue n'ait jamais été réalisé au Royaume-Uni et aux États-Unis, l'album est un grand succès commercial en Europe continentale. Il se place en haut des classements en Autriche et en Norvège, devenant 4 fois Platinum et 11 semaine de suite n°1 en Norvège.
Les deux albums de Bonnie Tyler, Angel Heart et Silhouette In Red connaissent aussi le succès en Europe continentale. La majorité des chansons sur ces deux albums est composée par Dieter Bohlen. Bonnie Tyler est nommée Meilleure Chanteuse Internationale aux Goldene Europa Awards en 1993, et Meilleure Chanteuse Pop/Rock aux Echo Awards en 1994.
En 1995, Bonnie Tyler change de label et se dirige vers EastWest Records ou elle enregistre l'album Free Spirit. Un spot TV publicitaire français est réalisé à l'occasion. L'album contient plusieurs collaborations avec différents producteurs comme Humberto Gatica, David Foster et Jim Steinman. Le premier single, une reprise du groupe Air Supply, Making Love (Out Of Nothing At All] obtient la 12e place dans le Top hollandais et la 45e place dans le Top britannique,. L'album  sort à nouveau en 1996, avec une reprise de la chanson Limelight du groupe The Alan Parsons Project. La chanson devient l'hymne de l'équipe allemande lors des jeux olympiques d'Atlanta en 1996.
Le douzième album studio de Bonnie Tyler, All In One Voice, sort en 1998, et est enregistré avec Jimmy Smyth à Dublin et avec Harold Faltermeyer à Hamburg. L'album échoue dans les tous les charts européens et internationaux. 
Plus discrète en France pendant les années 1990 malgré son succès en Europe, Bonnie Tyler se place tout de même à la 4e position des charts français avec sa compilation The Best réunissant ses plus grands tubes. L'album est certifié double disque d'or et Platinum en France et est réalisé sous différentes éditions, en 1995 et 1997, Plusieurs spots télévisés sont réalisés pour l'occasion,.

### 2001-2003:Greatest Hits,Heart Stringset retour en France

Bonnie Tyler, célébrant le succès de sa compilation Greatest Hits.

Le 14 septembre 2001, Bonnie Tyler sort une compilation intitulée Greatest Hits, contenant 17 chansons et un inédit, le titre Tyre Tracks and Broken Hearts, écrit par Jim Steinman et Andrew Lloyd Webber. L'album connaît le succès en France, se classant 6e dans les charts. Il est certifié disque d'or, avec 100 000 exemplaires vendus,. Un spot télévisé publicitaire est également diffusé en France.
En 2002, Bonnie Tyler commence à travailler pour enregistrer son 13e album studio, Heart Strings. Le label EMI lui propose d'enregistrer un album de reprises avec un orchestre et son propre groupe. Bonnie Tyler sélectionne alors treize de ses chansons favorites, chantées par U2, Bruce Springsteen ou encore The Beatles. Les chansons sont arrangées par Nick Ingman et Karl Jenkins et accompagnées par l'Orchestre philharmonique de Prague.
Heart Strings, d'abord intitulé Heart & Soul : 13 Rock Classics, sort le 18 mars 2003 et est suivi par une tournée en Allemagne. L'album se fait une place dans les charts européen, atteignant le Top 50 dans cinq pays. 
Toujours en 2003, la chanteuse française Kareen Antonn envoie une démo d'elle-même à Bonnie Tyler, interprétant le titre Total Eclipse Of The Heart en français, sous le nom de Si demain... et demande de réaliser ce titre en duo. Bonnie Tyler, d'abord réticente à l'idée de réenregistrer l'un de ses tubes, accepte, charmée par la voix et l'interprétation de Kareen Antonn. Le titre sort en France en décembre 2003 et se hisse à la 1re position dans les charts pendant dix semaines, tout comme en Belgique et en Pologne. Il s'écoule à 500 000 exemplaires en France,.
Le succès de ce single est considéré comme le comeback de Bonnie Tyler en France, et reçoit des critiques musicales positives,.

### 2004-2005:Simply BelieveetWings
Le quatorzième album de Bonnie Tyler, Simply Believe, sort en France en avril 2004. Il est composé de sept nouvelles chansons; le reste des autres pistes étant des reprises des propres tubes de Tyler ou d'autres artistes. La chanson « It's A Heartache » est réenregistrée avec Kareen Antonn dans un duo bilingue et se nomme Si Tout S'Arrête (It's A Heartache). Le titre sort en tant que single et se place à la 12e position dans les charts français.
Simply Believe reste 23 semaine dans les charts français, atteignant la 18e place. 
Au printemps 2005, Bonnie Tyler réalise son quinzième album intitulé Wings. Enregistré à Paris, il contient douze nouvelles chansons dont deux enregistrées en français ainsi que deux nouvelles versions de It's A Heartache et Total Eclipse Of The Heart. Afin de promouvoir son album, Bonnie Tyler effectue une tournée européenne, incluant une participation télévisée au Festival de Sopot en Pologne. Deux de ses concerts sont également enregistrés, l'un à La Cigale à Paris, l'autre au Fiestas del Pilar à Saragosse, en Espagne. Ces trois concerts apparaissent dans son DVD intitulé Bonnie On Tour, réalisé en 2006. L'album Wings sort à nouveau au Royaume-Uni sous le titre Celebrate en 2006.

### 2006-2011:From The Heart,Greatest HitsetBest of 3 CD
En 2006, Bonnie Tyler effectue sa première apparition depuis de nombreuses années afin d'interpréter, en duo avec l'actrice Lucy Lawless, son tube Total Eclipse Of The Heart dans l'émission Celebrity Duets. La même année, elle sort la compilation From the Heart – Bonnie Tyler Greatest Hits, qui se classe numéro 2 et numéro 31 dans les charts britanniques et irlandais,.
En avril 2009, Bonnie Tyler se joint au chœur masculin gallois Only Men Aloud! pendant leur tournée au Royaume-Uni. Ensemble, ils enregistrent une nouvelle version dans un style plus classique de Total Eclipse Of The Heart, figurant sur l'album Band Of Brothers. Bonnie Tyler fait également une apparition dans la série télévisée Hollyoaks Later, interprétant sa chanson Holding Out For A Hero avec Carmel McQueen (Gemma Merna).
En 2010, Bonnie Tyler apparaît dans une publicité télévisée anglaise pour Mastercard, chantant une parodie de Total Eclipse Of The Heart. Elle chante en duo avec le chanteur de country Wayne Warner le titre Something Going On et une nouvelle version de 'Making Love (Out Nothing At All) avec Matt Pétrin en juillet et août respectivement. Bonnie Tyler enregistre également la chanson Nothing's Gonna Stop Us Now en duo avec Albert Hammond sur son album Legend. Pendant le mois d'octobre, elle part en tournée avec Robin Gibb en Australie et en Nouvelle-Zélande.
En septembre 2011, Bonnie Tyler sort une nouvelle compilation en France intitulée Best of 3 CD. L'album se classe 36e dans les charts français et contient une reprise du titre des Bangles, Eternal Flame, en duo avec la chanteuse Laura Zen. La compilation propose également une chanson inédite, le titre Under One Sky,.

### 2012-2018:Rocks and Honeyet Concours de l'Eurovision

Bonnie Tyler dans le clip vidéo de la chanson Believe in Me.

Au début de l'année 2012, Bonnie Tyler commence à travailler sur son seizième album, Rocks & Honey. Elle voyage à Nashville, dans le but de trouver de nouvelles chansons pour son album qui sera enregistré dans les studios Blackbird et produit par David Huff. Bonnie Tyler envoie son album à la BBC afin d'avoir un avis pour une prochaine diffusion. Après avoir entendu la chanson Believe in Me, la BBC demande à Bonnie Tyler de représenter le Royaume-Uni lors du Concours Eurovision de la chanson 2013. Initialement réticente, Bonnie Tyler accepte, déclarant que l'Eurovision serait une bonne promotion pour son nouvel album.
Bonnie Tyler termine à la 19e place et déclare : « J'ai fait du mieux que je pouvais avec une bonne chanson. Je suis tellement heureuse de l'avoir fait car c'était une expérience incroyable. C'était comme si j'étais de nouveau aux Grammy Awards ». Bonnie Tyler devient la première représentante du Concours Eurovision de la chanson à recevoir un Eurovision Song Contest Award. Elle reçoit également les honneurs pour la meilleure chanson et la meilleure artiste féminine.
Rocks & Honey sort le 6 mai au Royaume-Uni et se classe à la 52e place dans les charts anglais. L'album connaît également un succès modéré en Allemagne (52e place),au Danemark (28e place) et en Suisse (59e place). Il manque cependant les charts français, malgré l'apparition de Bonnie Tyler dans de nombreux médias français,,. Bonnie Tyler aide notamment Delphine Chanéac dans l'emission Un air de star sur M6.
En 2014, Bonnie Tyler enregistre le duo « Miserere » avec le chanteur gallois issu du télé-crochet The X Factor Rhydian Roberts ainsi que le duo « Fortune » avec le chanteur Spike.
En 2016, Bonnie Tyler apparait sur l'album de Frankie Miller intitulé Double Take puis, l'année suivante, elle chante en duo avec le groupe allemand de métal Axel Rudi Pell le single Love's Holding On.
En août 2017, Bonnie Tyler interprète son tube Total Eclipse Of The Heart sur le paquebot MS Oasis of the Seas avec le groupe américain DNCE afin de célébrer l'éclipse solaire du 21 août 2017. La chanson est téléchargée 31 000 fois durant cette période, ce qui lui vaut la 13e place dans le classement américain Billboard Digital Songs.
En 2018, Bonnie Tyler effectue une tournée en Allemagne et en Autriche afin de célébrer les 40 ans de la chanson It's A Heartache. Cette tournée comporte plusieurs medleys des tubes de la chanteuse.

### Depuis 2019:Between The Earth And The StarsetThe Best Is Yet To Come
En février 2019, Bonnie Tyler propose un nouveau single, Hold On, extrait de son dix-septième album studio intitulé Between The Earth And The Stars,. Produit par David Mackay, son premier producteur, l'album contient des duos avec Rod Stewart, Francis Rossi et Cliff Richard et des chansons écrites par Amy Wadge et Barry Gibb.
Between The Earth And The Stars sort en mars 2019 et se créé une place dans le Top 40 des charts européen, notamment au Royaume-Uni, en Écosse, en Autriche, en Allemagne et en Suisse,,,.

Bonnie Tyler en concert à l'Olympia, le 20 mai 2019.

Bonnie Tyler entame une tournée européenne de 23 dates afin de promouvoir l'album an avril 2019. Elle donne un concert à l'Olympia à Paris le 20 mai et est saluée par la critique. Une captation est organisée pendant le concert français, dans l'optique de réaliser un album live. Afin de promouvoir son album et sa tournée, Bonnie Tyler apparaît dans plusieurs médias français, notamment dans l'émission C à vous sur France 5.
En novembre 2019, Bonnie Tyler fait une apparition dans la tournée du chanteur allemand Ben Zucker à la Mercedes-Benz Arena de Berlin. Tous deux chantent It's A Heartache, qui figure sur l'album live de Ben Zucker, Wer sagt das ?! Zugabe ! réalisé en mai 2020.
Le 14 décembre 2019, Bonnie Tyler est invitée au Vatican afin de chanter lors du traditionnel Concerto di Natale en présence du pape François. Elle interprète Total Eclipse Of The Heart ainsi que la chanson Merry Xmas Everybody du groupe Slade et chante notamment avec Mireille Mathieu,Lionel Richie et Susan Boyle lors du final,,.
En mars 2020, Bonnie Tyler annonce que son dix-huitième album studio intitulé The Best Is Yet To Come est désormais terminé,. La date de sortie est cependant repoussée à février 2021, en raison de la Pandémie de Covid-19. Le premier single When The Lights Go Down sort le 18 décembre 2020 et est accompagné d'une vidéo. L'album est disponible depuis le 26 février 2021.
Le 15 décembre 2020, Bonnie Tyler annonce qu'elle effectuera une tournée européenne en 2022, en l'honneur de son 70e anniversaire et afin de promouvoir son nouvel album. Avec un total de 38 dates, la tournée passera par l'Autriche, l'Allemagne, la Suisse, la Belgique et la France. 2022 marquera le retour de Bonnie Tyler à l'Olympia à Paris, mais également dans toute la France (Lille, Toulouse, Strasbourg, Lyon, Marseille et Nantes),.

## Discographie

### Albums studio
- 1977 : The World Starts Tonight (RCA)
- 1978 : Natural Force (RCA)
- 1979 : Diamond Cut (RCA)
- 1981 : Goodbye To The Island (RCA)
- 1983 : Faster Than the Speed of Night (CBS)
- 1986 : Secret Dreams and Forbidden Fire (CBS)
- 1988 : Hide Your Heart (CBS)
- 1991 : Bitterblue (Hansa BMG)
- 1992 : Angel Heart (Hansa BMG)
- 1993 : Silhouette In Red (Hansa BMG)
- 1995 : Free Spirit (Eastwest)
- 1998 : All In One Voice (Eastwest)
- 2004 : Simply Believe (Yannis/ Sony Music)
- 2005 : Wings (Stickmusic)
- 2006 : Celebrate  (Stickmusic)
- 2013 : Rocks and Honey (ZYX Music) (Celtic Swan Records)
- 2019 : Between the Earth and the Stars (earMusic)
- 2021 : The Best is Yet to Come (earMusic)

### Singles
- 1975 : My My Honeycomb
- 1976 : Lost in France
- 1977 : It's a Heartache reprise par la chanteuse Juice Newton
- 1978 : Louisiana Rain
- 1978 : If I Sing You a Love Song
- 1978 : Hey Love
- 1978 : Here Am I
- 1979 : Sola a la Orilla del Mar (seulement en Argentine)
- 1979 : Sitting on the Edge of the Ocean (Japon)
- 1979 : Married Men
- 1979 : I Believe in Your Sweet Love
- 1979 : What a Way to Treat My Heart (seulement en Italie)
- 1979 : Too Good to Last
- 1979 : My Guns Are Loaded
- 1980 : I'm Just a Woman
- 1981 : Sayonara Tokyo (seulement au Japon)
- 1981 : Goodbye to the Islands
- 1983 : Tears avec Frankie Miller
- 1983 : Straight from the Heart reprise par le chanteur canadien Bryan Adams
- 1983 : Have You Ever Seen the Rain reprise en duo par les chanteurs de country Alan Jackson et John Fogerty
- 1983 : Faster Than the Speed of Night (écrite par Jim Steinman)
- 1983 : Take Me Back 1983
- 1983 : Total Eclipse of the Heart (écrite par Jim Steinman)
- 1984 : Here She Comes titre inclus dans la bande originale du film Metropolis
- 1984 : Holding Out for a Hero (écrite par Jim Steinman, Dean Pitchford)
- 1984 : A Rockin' Good Way duo avec le chanteur gallois Shakin' Stevens
- 1984 : Getting So Excited
- 1986 : Sem Limites Pra Sonhar duo avec le chanteur brésilien Fábio Jr.
- 1986 : Lovers Again
- 1986 : No Way to Treat a Lady
- 1986 : Rebel Without a Clue
- 1986 : Band of Gold
- 1986 : If You Were a Woman (And I Was a Man)
- 1986 : Loving You Is a Dirty Job But Somebody's Gotta Do It duo avec Todd Rundgren reprise par Meat Loaf
- 1987 : Islands de Mike Oldfield
- 1988 : Don't Turn Around reprise par le groupe suédois Ace of Base ainsi que par la chanteuse norvégienne Tone Norum
- 1988 : Save Up All Your Tears chanson reprise par la chanteuse Cher et Robin Beck
- 1988 : Hide Your Heart reprise par la chanteuse Robin Beck et par le guitariste du groupe Kiss, Ace Frehley
- 1988 : The Best chanson reprise deux ans plus tard par Tina Turner
- 1989 : Merry Christmas (France uniquement) - musique de 3615 code Père Noël écrite par le frère de Francis Lalanne
- 1990 : Breakout (Allemagne uniquement)
- 1991 : Holding Out For A Hero
- 1991 : Bitterblue
- 1992 : God Gave Love to You
- 1992 : The Desert Is in Your Heart avec Sophia Arvaniti
- 1992 : Fools Lullaby
- 1992 : Where Were You
- 1992 : Against the Wind single d'une série télévisée allemande
- 1993 : Stay
- 1993 : From the Bottom of My Lonely Heart
- 1993 : Sally Comes Around
- 1993 : Call Me
- 1993 : Call Me Radio Mix
- 1994 : Back Home (Allemagne uniquement)
- 1994 : Say Goodbye
- 1994 : You Are So Beautiful
- 1996 : Limelight
- 1996 : You’re the One
- 1996 : Two Out of Three Ain't Bad (écrite par Jim Steinman)
- 1996 : Making Love Out of Nothing at All une reprise du groupe australien Air Supply
- 1998 : He's the King
- 1998 : Heaven
- 2003 : Learning to Fly (promo) une reprise de Tom Petty
- 2003 : Against All Odds une reprise de Phil Collins
- 2003 : Amazed
- 2004 : Vergiss Es (Forget It) duo avec Matthias Reim
- 2004 : Si Tout S'arrête (It's a Heartache) avec Kareen Antonn / adaptée par Kareen Antonn et Emmanuel Pribys
- 2004 : Si demain... (Turn Around) avec Kareen Antonn (par Jim Steinman et Emmanuel Pribys)
- 2005 : Louise
- 2007 : Total Eclipse of the Heart Babypinkstar vs. Bonnie Tyler
- 2011 : Amour Eternel (Eternal Flame) en duo avec Laura Zen
- 2013 : Love Is The Knife (Scandinavie uniquement)
- 2013 : Believe In Me
- 2013 : All I Ever Wanted
- 2019 : Hold on
- 2021 : Dreams Are Not Enough
- 2021 : The Best Is Yet To Come
- 2021 : When The Lights Go Down

## Influences et caractéristiques vocales

### Influences
Née dans une famille aimant la musique, Bonnie Tyler grandit en écoutant des genres musicaux très variés. Enfant, elle apprécie entendre sa mère chanter des airs d'opéra dans le foyer familial. Dès l'âge de six ans, Bonnie Tyler chante à l'église et s'intéresse à Elvis Presley, Frank Sinatra, The Beatles et d’autres groupes des années 1960,. Frankie Miller est le premier chanteur qu'elle voit en direct ; elle enregistrera des duos avec lui des années plus tard.
Les deux grands modèles de Bonnie Tyler dès son jeune âge sont Janis Joplin et Tina Turner. Elle cite la chanson River Deep, Mountain High en tant que sa chanson préférée ; durant ses concerts, elle interprète régulièrement ce titre. Les autres artistes ayant inspiré Bonnie Tyler sont Aretha Franklin, Wilson Pickett, Meat Loaf, Joe Cocker, Dusty Springfield et Tommy Steele,. Elle fait également part de son admiration pour des artistes contemporains comme Guns N' Roses, Anastacia, Toni Braxton, Duffy, Eminem et Adele,.
En décembre 2020, Miley Cyrus chante un extrait de It's A Heartache sur YouTube lors de l'émission Released et clame son admiration pour Bonnie Tyler qui se dit « flattée », jugeant la voix de Miley Cyrus « fabuleuse » et affirmant souhaiter un jour chanter ce titre en duo avec elle,.

### Caractéristiques vocales
Bonnie Tyler est régulièrement appelée la « Rod Stewart féminine » en raison de sa voix rauque. Atteinte de nodules après la sortie du single Lost In France, Bonnie Tyler subit une opération des cordes vocales et ne doit pas parler pendant six semaines. Elle déclare a posteriori : « J'ai eu des nodules sur mes cordes vocales, donc j'ai dû être opérée. Sauf qu'après une telle intervention, on n'est pas censé parler pendant quelque temps, et moi je trouve ça très difficile ! Ça m'a laissée effectivement plus éraillée ». Pensant sa carrière terminée après cette opération et son changement de voix, Bonnie Tyler arrive en studio pour enregistrer l'un des titres qui deviendra l'un de ses plus grands succès, It's A Heartache. L'équipe du studio la complimente sur ce changement.
À partir de 2011, Bonnie Tyler a recours aux services d’un coach vocal, trois fois par semaine. Avant chaque concert, elle exécute avec lui quelques exercices vocaux pour se mettre en condition.